# 音無さやか
音無 さやか（おとなし さやか、1994年3月1日 - ）は、日本の元AV女優である。元アロハプロモーション所属。

## 人物・来歴
趣味はゲーム、アニメ、ネイル、お絵描きで、コスプレモデルをしている。
特技は書道、バレエ。ブログでは食べ物の話題が多い。デグーを飼っている。
2011年12月にIVデビュー、2012年6月にkawaii*から専属AVデビュー。歌手として10月に初CDリリースをした。11月にMAXINGに専属移籍。2013年3月時点で既に引退していた。

## 作品

### IV
- 17℃の微熱（2011年12月16日、DP）

2012年
- Sweet 17 Bloom（2月3日、DP）
- ガチ撮! 未発達すぎるっ!つるぺた娘の羞恥ビデオ（4月1日、CriticalHit）
- Cherry 17 Blossoms（4月5日、monica）
- ええじゃないか（5月1日、未満）
- 初裸 virgin nude（6月7日、REbecca）Blu-ray版
- ワレドルコレクション・リターンズvol.04（6月9日or6月10日、pkaboo）
- ひみつのワレドルちゃんvol.04（6月9日or6月10日、pkaboo）
  - P-Kabooのブログ上では6月9日付で発売。
  - P-KabooのWebサイト上では6月10日付で発売。
- ティーンの裸（6月29日、CriticalHit）
- pg（8月25日、TURN TABLE）
- ヌードの魔法（10月1日、pistil）
- つるるんベイベー（12月14日、心交社）

2013年
- つるるんベイベー 2（1月18日、心交社）

### AV
kawaii*専属
- 新人!kawaii*専属デビュ→ 18歳!美少女アイドルAV解禁♪（2012年6月25日）
- 私を大人にして下さい。（7月25日）
- 絶対に見ちゃイヤ! パイパン美少女が初露出!（8月25日）
- 6つのコスチュームでセックchu☆（9月25日）
- 素顔の「さぁや」 18歳AVアイドル密着ドキュメント（10月25日）

MAXING専属
- 軟禁された未成熟美少女。（2012年11月16日）
- 汚辱にまみれた女子校生アイドル（12月16日）
- Wレズ解禁 女子校生●春クラブに堕とされた美少女たち。（2013年2月16日）

### WEB
- パコパコ生放送（2012年6月23日、DMM生放送）
- スーパードキュメント（2012年8月27日、ニコニコ生放送）
- ろりんこティーンズ 美少女メイド（イースト・プレス、小林旭日）デジタル写真集

### TV
- 24時間かすみレディオ（2012年8月11日、エンタ!371）かすみのまんま前編
- ビ〜チ9（2012年9月8 - 29日、テレ玉）

### Vシネマ
- 仁義なき麻雀（2012年12月5日、シネマファスト）浅田あかり役[6]

### 歌
- My little tea party（Milky Pop Generation、MPCD-15008、2012年10月3日配信）、他2曲[7][8][9]

### 雑誌
- ビンカン微乳な1000%思春期素人（2012年7月31日、三和出版）表紙
- 身体測定withパンティ（本当にいたよ! こんなにやさしいお姉さん増刊）（2012年8月29日、ダイアプレス）表紙